# Bibliothèque nationale Széchényi
La Bibliothèque nationale Széchényi (hongrois : Országos Széchényi Könyvtár, prononcé [ˈoɾsaːgoʃ ˈseːtʃeːɲi ˈkøɲftaːɾ], OSZK) est située dans le château royal de Buda à Budapest. Elle est la bibliothèque nationale de Hongrie.

## Historique
La naissance de la Bibliothèque nationale de Hongrie est assez récente. Bien que Mathias Corvin ait possédé une des plus importantes bibliothèques de la Renaissance, l'occupation ottomane puis habsbourgeoise marque un certain recul de la culture hongroise et, par conséquent, de ses bibliothèques. Ce n'est qu'avec les Lumières que l'idée d'une bibliothèque chargée de recueillir les hungarica prend naissance.
La bibliothèque porte le nom et fut fondée par un patriote hongrois, le comte Ferenc Széchényi (1754-1820) grand patriote éclairé et précurseur de l’ère des réformes en Hongrie, qui, à la fin du XVIIIe siècle, a constitué une importante collection de  plus de 13000 livres imprimés, 1200 manuscrits et de plusieurs centaines de mappemondes, cartes, et gravures  et les a offerts à la nation en 1802. Ce don constitue l’acte de naissance de la bibliothèque et entraîne à sa suite de nombreux autres dons.
En 1808, l’Assemblée nationale crée le musée national hongrois, qui a pour but de collecter des documents historiques et archéologiques sur la Hongrie : la bibliothèque Széchényi est intégrée à cet ensemble. Le musée national hongrois — et avec lui la bibliothèque — est transféré en 1846-1847 dans un nouveau bâtiment. L'échec de la guerre d'indépendance de 1848-1849 ne ralentit l'essor de la bibliothèque qu'une dizaine d'années : avant même l'indépendance du pays, elle est une véritable bibliothèque nationale publique, accueillant des lecteurs et publiant un bulletin, le Magyar Könyvszemle (Bulletin du livre hongrois), revue de recherches bibliothéconomiques.
Musée et bibliothèque sont administrativement séparés en 1949. La bibliothèque devient institution autonome et refait progressivement surface.  En 1985, elle s’installe dans le château royal de Buda. 

## Statut et missions

### Constitution des collections

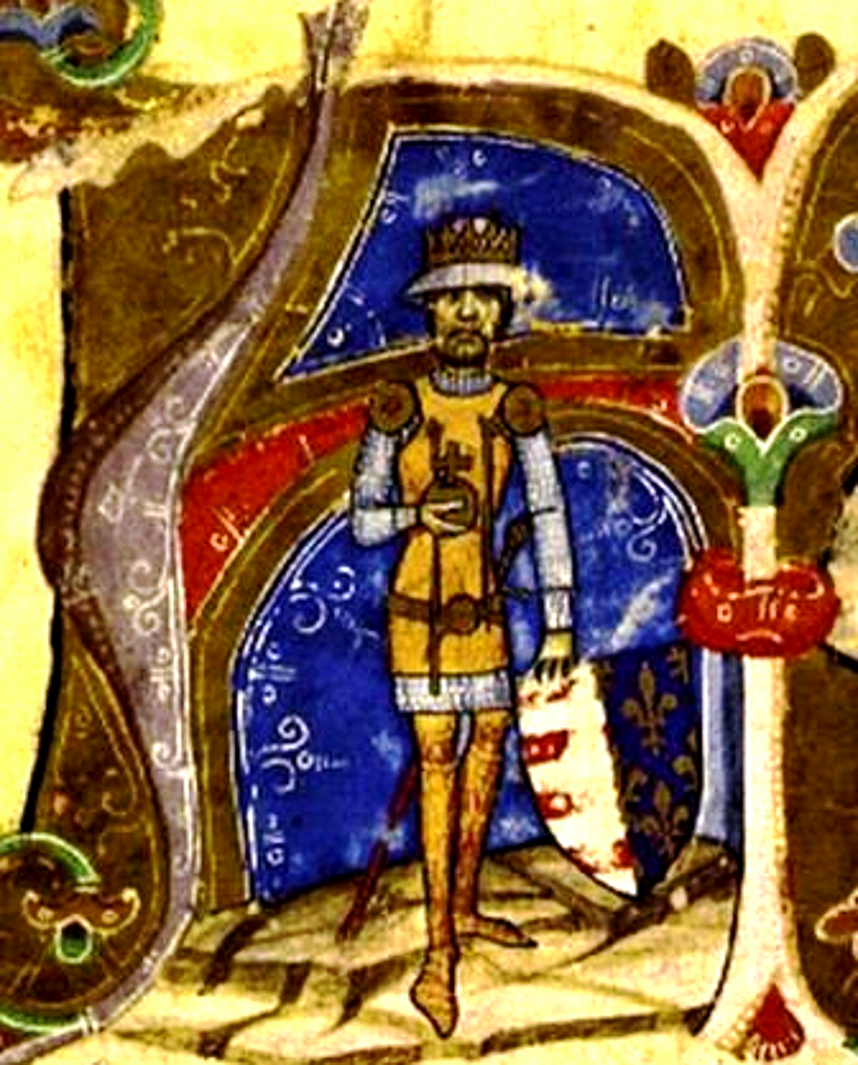
Enluminure d’une chronique manuscrite conservée à la Bibliothèque nationale Széchényi

La bibliothèque a pour missions essentielles la conservation, la recherche, l'offre de services centralisés aux différentes bibliothèques et la diffusion du savoir pour tous. Elle cherche a enrichir certains domaines d'importance comme les relations internationales et l'informatisation. La Bibliothèque n'a jamais interrompu les programmes entrepris au niveau international,même avec les nombreuses difficultés rencontrées, évitant ainsi l'isolement caractéristique des pays de l'Est.
Les missions de la bibliothèque ont été définies par deux lois de 1956 et 1976.
Depuis sa fondation, la bibliothèque a pour mission de collecter les « Hungarica » avec un souci d'exhaustivité ( tout imprimé, document et copie) :
- les ouvrages publiés dans les frontières actuelles de la Hongrie (quelle que soit la langue)
- les ouvrages en hongrois
- les ouvrages publiés par des Hongrois
- les ouvrages traitant de la Hongrie

La bibliothèque acquiert, aussi un peu partout du monde, des ouvrages importants en sciences humaines, littérature, linguistique et « finno-ougristique ». Ces acquisitions sont souvent des anciennes éditions, des ouvrages rares et précieux.
La bibliothèque conserve à ce jour, plus de sept millions de pièces, dont deux millions de livres et près d’un million de documents manuscrits dont quelques 700 codex médiévaux. La réserve possède environ 8 500 exemplaires d’éditions hongroises antérieures à 1711 (dont la Chronica Hungarorum, le premier livre imprimé en Hongrie, en 1473), près de 1 700 incunables, le plus ancien texte connu en hongrois, plusieurs livres rescapés de la Bibliotheca Corviniana et de très nombreux manuscrits historiques et littéraires.
Son autre mission est de centraliser des services pour l'ensemble des bibliothèques hongroises (attribution des ISBN et ISSN, rédaction de la bibliographie nationale, catalogues collectifs, tenue à jour de la liste des bibliothèques hongroises, etc.).
Les documents collectés par le dépôt légal sont mentionnés dans la bibliographie nationale qui est publiée tous les six mois sur cédérom et peuvent être téléchargés en format pdf sur le site de la bibliothèque. La bibliothèque Széchényi s’occupe de la réalisation du catalogue collectif en ligne des bibliothèques hongroises, qui est intitulée Mokka (Magyar Országos Közös Katalógus) et de la (Base de donnée Nationale des périodiques). La bibliothèque joue un rôle essentiel dans la diffusion et la transmission du patrimoine culturel, tout en contribuant à la sauvegarde des traditions historiques et culturelles propres à la nation hongroise. En 2002, la Bibliothèque nationale comptait 23 460 inscrits et près de 217 000 visiteurs. La majorité soit 2/3 des utilisateurs étaient des étudiants, tandis qu’environ 10 % étaient des chercheurs.
La bibliothèque participe au projet Europeana. Elle a également le projet de reconstituer la Bibliotheca Corviniana sous forme numérique.

#### Le dépôt légal
Ces missions sont facilitées par le système du dépôt légal, en vigueur depuis 1804 : la bibliothèque reçoit deux exemplaires des livres, enregistrements sonores et vidéo, documents électroniques, etc. publiés en Hongrie. La collection de la bibliothèque a été constituée essentiellement grâce au dépôt légal.

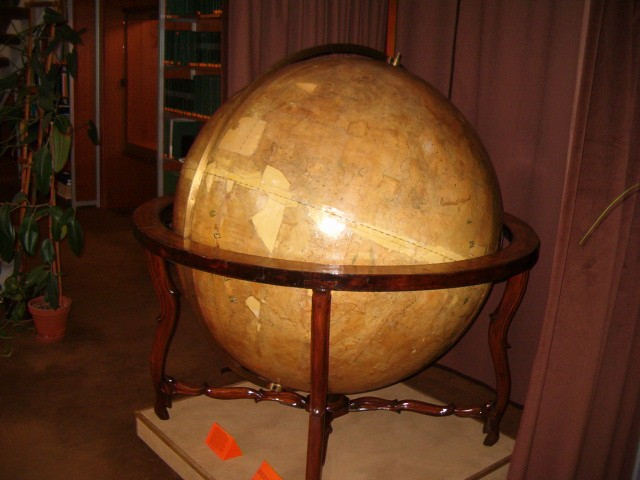
Le globe Perczel, au département des cartes de la Bibliothèque nationale Széchényi

## Accès et services
La Bibliothèque Széchényi est ouverte au public, et l'accès à ses collections est facilité par des services numériques. Les usagers peuvent consulter les catalogues en ligne et y réserver des documents (MOKKA). La bibliothèque dispose également de plusieurs salles d'études et de lectures :
- la salle de lecture générale est éclairée par la lumière naturelle et comporte plus de 160 sièges de lecture. Elle compte sur ces étagères plus de 40000 volumes avec des documents sur les sciences humaines. Ces documents sont classés suivant l’ordre de (Abréviation hongroise pour la classification Universelle Décimale).
- la salle de lecture des périodiques : cette salle propose 30 sièges aux lecteurs et une collection de 250 titres de journaux et de revues. Cette salle contient aussi les des travaux hongrois et internationaux sur l’histoire de la presse, les bibliographies de presse et les répertoires.
- la salle de lecture des microfilms accueille les usagers voulant consultés les journaux , les revues et les nécrologies au format microfilms. Il a fallu plusieurs décennies pour convertir ces documents au format microfilms en raison de la préservation et de la conservation des documents. Les documents fréquemment consultés sont aussi conservés sur les étagères libres de cette salle.
- la salle de lecture des sciences de l’histoire : elle contient 15000 volumes de publications de sources hongroises et universelles, des monographies concises et historiques ainsi que des œuvres sur l’histoire locale, la généalogie, l’histoire de l’église et l’histoire culturelle.
- la salle de lecture de la science et de la littérature
- la bibliothèque de référence

La bibliothèque propose aussi des services de copies, un appui informatique, des espaces de location etc…
Activités culturelles

Outre sa fonction de bibliothèque, elle organise aussi des événements culturels, des expositions et des conférences, visant à promouvoir la littérature hongroise et à encourager les échanges entre différentes personnes. Elle propose également des ateliers pour enfants et des programmes éducatifs, afin d’encourager les jeunes à l'importance de la lecture et de la culture.

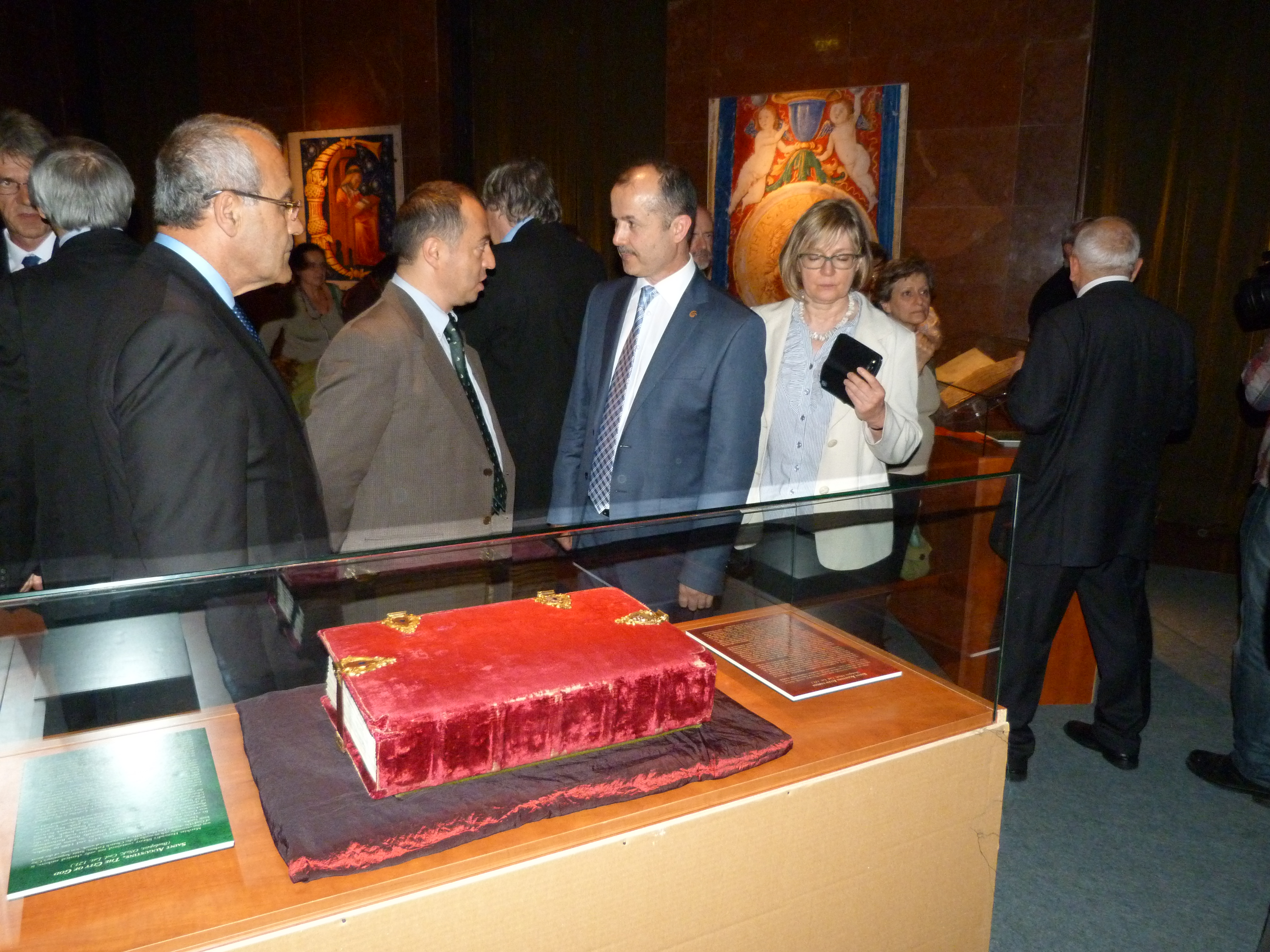
Exposition « le don du sultan» à la bibliothèque nationale Széchényi

Le Centre de bibliothéconomie et d'informatique, est un centre intégré à la Bibliothèque nationale Széchéhyi et a été restructuré. Il adhère à l’ensemble de la vie des bibliothèques hongroises. Le Centre est chargé de garantir le professionnalisme des bibliothèques, en offrant des conseils techniques, en facilitant les échanges d’expériences. Il veille également à la formation initiale et continue des bibliothécaires, en proposant des formations de niveau secondaire, ainsi que des programmes post-secondaires destinés aux bibliothécaires diplômés. IL organise les prestations et les activités scientifiques et coordonne les différents travaux. De plus, le Centre réalise des inventaires et élabore des bibliographies, incluant la publication de périodiques à l’intention des bibliothèques scolaires et publiques, ainsi que des services d’information destinés aux communautés et aux bibliothèques hongroises à l’étranger. C’est une institution conçue pour favoriser le développement des bibliothèques surtout les réseaux concernant les bibliothèques publiques. Il supervise et coordonne des recherches sur le plan national et international, dans les domaines de la bibliologie, de la sociologie, des études sur la lecture, tout en gérant et développant une bibliothèque spécialisée en bibliothéconomie et en informatique. Il est également responsable du service de documentation, qui s’occupe de la diffusion de la littérature dédiée plus précisément à la bibliothéconomie, de la collecte d’ouvrages « biblio-techniques » tant hongrois qu’étrangers, ainsi que de la publication de documents et de ressources spécialisées.

## Personnalités liées à la bibliothèque
- Marianne Czeke, bibliothécaire